# Pastor blanco suizo
El pastor blanco suizo (en francés: Berger Blanc Suisse, y en alemán: Weisser Schweizer Schäferhund) es una raza canina originaria de Estados Unidos y Canadá que fue transportada a Suiza y Alemania donde se desarrolló.
Es una raza de perro conocida oficialmente como Pastor Blanco Suizo por la FCI (según el Circular de Asamblea General n.º 65 del 2011). Pertenece al grupo 1, sección 1: Perros de pastor y perros boyeros (excepto perros boyeros suizos) con el n.º de raza 347 (Weisser Schweizer Schâferhund). Tiene como función original ser un perro de compañía. A pesar de las creencias no es un perro albino, sino que su color se lo debe a factores genéticos.
Aunque su nombre ya esté oficializado, se le conocía como “pastor blanco”, “pastor canadiense”, “pastor americano” o “pastor alemán blanco”. Es de talla grande, puede llegar a medir entre 60 y 66 cm (macho) y entre 55 y 61 (hembra), y sus ojos son pardos o pardo oscuros. El carácter es generalmente alegre, inteligente, sereno, amistoso y vigilante. Son muy atentos con su amo y la familia, les gusta realizar trabajos para ellos, no les gusta verse excluidos y son muy afectuosos. Se llevan bien con los niños y con otras especies caninas.Es importante que hayan sido previamente socializados, pueden convivir con otros animales. Suelen ser distantes y cautelosos con los que fueren poco familiares para él. Como son muy inteligentes,demasiado enérgicos, atentos y les gusta trabajar para su amo: resultan fáciles de adiestrar, difíciles como cachorros.

## Historia

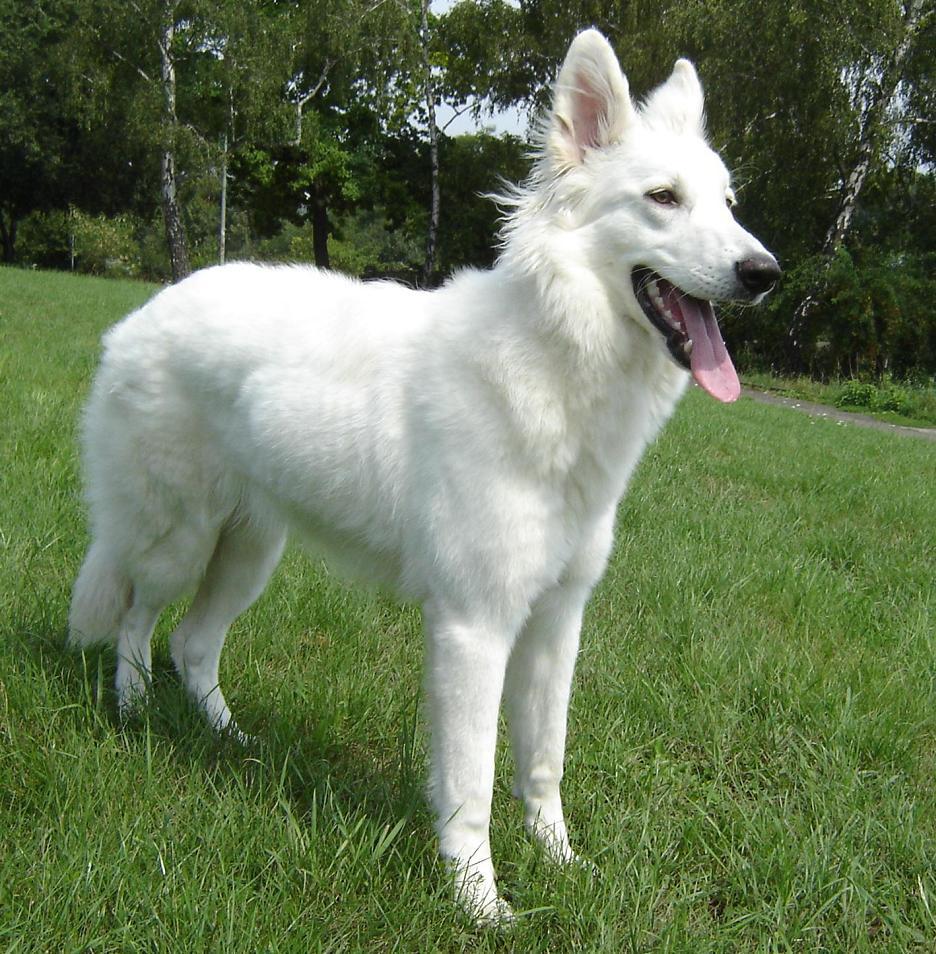
Perro pastor blanco de 9 meses

Por mucho tiempo se creyó que descendía del pastor alemán, pero se tienen registros de que los pastores blancos existieron mucho antes del estándar de pastor alemán que hoy conocemos; el pastor blanco ya era considerado un perro de pastoreo al norte de Alemania hacia finales de 1800. Fue Suiza la que se encargó de anotar en sus registros como raza y realizó la compleja tarea ante la FCI para que se le reconozca como auténtica, ya que por mucho tiempo fueron rechazados originalmente y prohibidos. Su conservación se debe en gran parte a que en EE. UU. se fundan los primeros clubes de pastor blanco, con el fin de preservar la raza.
En América , los pastores blancos se han convertido poco a poco en una raza distinta. Los primeros ejemplares fueron importados en Suiza a principio de los años 1970. El macho americano «Lobo», nacido el 5 de marzo de 1996, puede ser considerado como el antepasado de esta raza en ese país. Los descendientes de este, inscritos en el «Libro de los Orígenes suizo» (LOS), así como los de otros pastores blancos importados de los Estados Unidos y Canadá, tuvieron descendencia progresivamente y se esparcieron por toda Europa, en donde existe en la actualidad un gran número que son criados desde hace varias generaciones como una raza pura. Desde junio de 1991, estos perros están inscritos como nueva raza en el apéndice del Libro des Orígenes suizo (LOS).
A lo largo de su historia la raza ha recibido diferentes nombres entre los que se encuentran:
- Pastor americano-canadiense
- Pastor alemán blanco
- Pastor blanco americano
- Pastor blanco

### Reconocimiento
Fue reconocida oficialmente en la Asamblea General de la FCI en fecha 4 y 5 de julio de 2011 según la Circular N.º 65. Pertenece al grupo 1, sección 1: Perros de pastor y perros boyeros —excepto perros boyeros suizos— con el n.º de raza 347 (Weisser Schweizer Schâferhund). Antes del reconocimiento internacional, fue reconocida provisoriamente por la FCI el 26 de noviembre de 2002.

## Temperamento

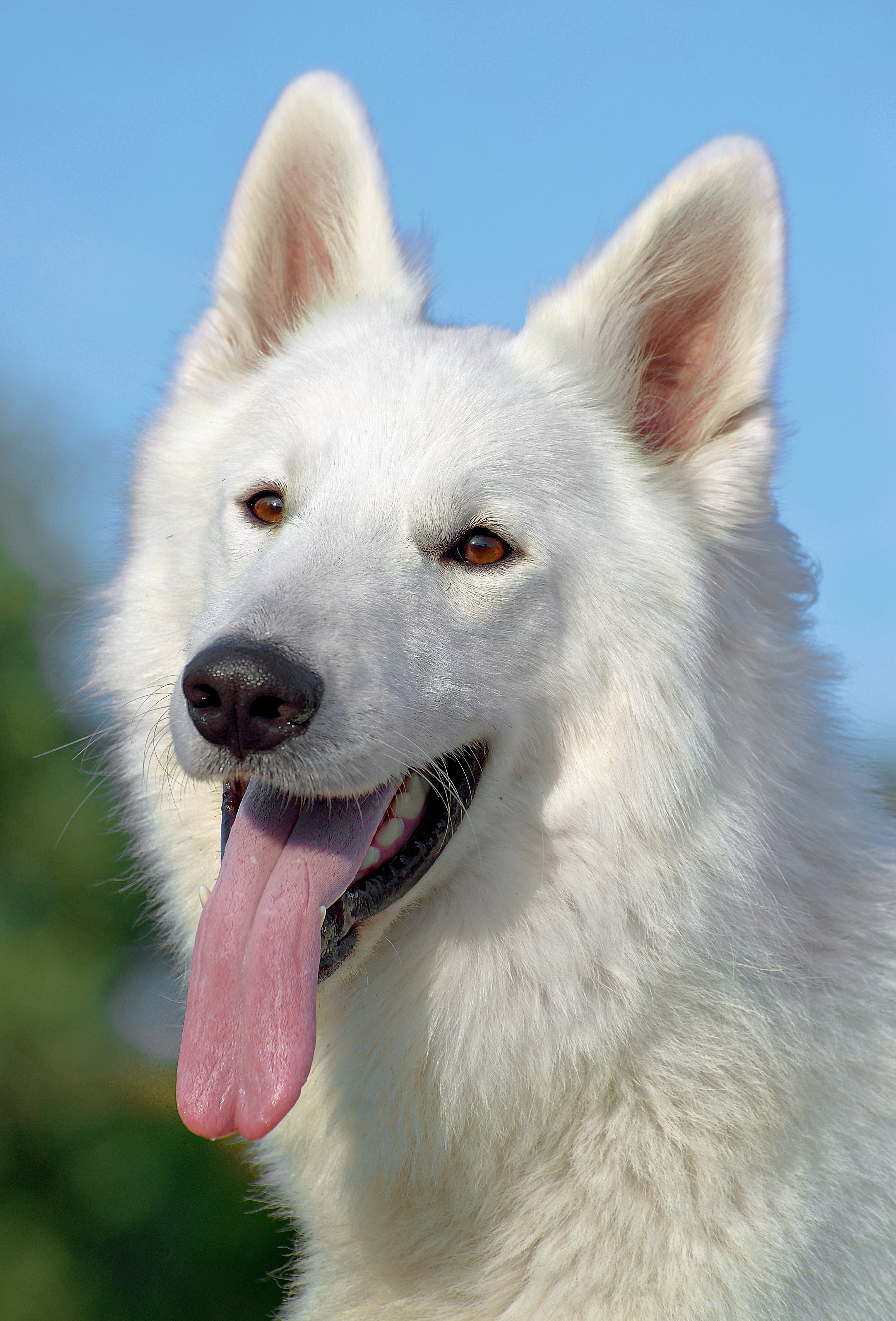
La típica expresión de un pastor blanco.

El carácter del pastor blanco suizo está marcado por la confianza en sí mismo. La raza es serena, pero cuando la situación lo exige sus instintos protectores lo pondrán alerta y listo para servir. Con aquellos que conoce es abierto y amigable y con los extraños puede ser un poco distante. Disfruta corriendo, jugando a rastrear o cualquier otra actividad con su familia humana. Es alegre, vivaz, inteligente y fácil de entrenar con buena disposición para pruebas de agility. Es un perro de trabajo con capacidad de adaptarse e integrarse a todo tipo de situaciones sociales. La timidez o comportamiento agresivo en un perro adulto no son típicas de esta raza, siempre y cuando, sean socializados y entrenados adecuadamente.
Son leales y tienden a ser especialmente protectores de los animales jóvenes de varias especies. Con sus propietarios son juguetones y curiosos, haciendo mascotas excelentes, aunque algunos tienen la tendencia a ser muy vocales mediante ladridos, gemidos y gruñidos.

### Actividades
El pastor blanco puede competir en agility, entrenamiento y pruebas de obediencia, Schutzhund, flyball, rastreo y eventos de pastoreo. Sus instintos y capacidad de formación se pueden medir en las pruebas no competitivas de pastoreo. Los pastores blancos que exhiben instintos básicos de pastoreo pueden ser entrenados para competir.

## Características
Su aspecto es similar al pastor alemán (Deutscher Schäferhund), excepto por el pelaje blanco, la espalda horizontal y el caño nasal ligeramente más largo que el cráneo, lo que diferencia ligeramente su expresión. Para que el estándar del pastor alemán tuviera la morfología tal y como lo conocemos hoy, distintas razas de perros pastores participaron en su desarrollo y entre ellas se encuentra el pastor totalmente blanco utilizados en el norte de Alemania y registrados hacia finales de 1800.
El pastor blanco suizo es un perro robusto, musculoso, de talla mediana, orejas erguidas y pelo doble de longitud mediana a larga. Su cuerpo tiene forma alargada; está dotado de huesos medianamente macizos y su silueta es elegante y armoniosa. Su cuerpo tiene forma de un rectángulo ligeramente alargado. La proporción entre la longitud del cuerpo —medida desde la punta del hombro hasta la punta de la grupa anterior—.

### Pelaje y Color
Presenta un pelaje de color blanco o crema pálido, aunque a veces se encuentra un carbonado claro (una leve sombra de color amarillento a rojo pardo) en la punta de las orejas, sobre la espalda y sobre la cola. 
En su cuerpo se encuentra un manto de piel liso y largo. El pelaje debe está adherido al cuerpo y presenta una capa inferior rica y lanosa. Es tupido en la gorguera, la parte posterior de las patas y la cola. El pelo de las orejas y la cabeza es más corto.
El pelo es de doble capa, de longitud mediana o larga, denso y lacio. La capa interna es de subpelo o lanilla abundante, el pelaje de la superficie es liso y áspero. En la cara, las orejas y la cara anterior de los miembros se observa un pelaje un poco más corto; en la nuca y en la cara posterior de los miembros el pelaje es un poco más largo. Se acepta un pelaje ligeramente ondulado, pero duro. En esta raza solo se admite el color blanco. El pelaje del pastor suizo es un poco grasoso lo que evita que se ensucie con facilidad.

### Genética del pelaje blanco
Hay muchas ideas equivocadas sobre el pelo blanco en los perros pastores y el gen que expresa el color del pelaje. En 1957, el genetista clásico Clarence C. Little formuló la hipótesis de que la dilución o albinismo parcial de los alelos ce, ca y cch del llamado gen (C) causaba las variantes de color crema y blanco en el pelaje de los perros domésticos. La hipótesis de Little se usó para explicar el albinismo parcial de las razas de perro domésticos en épocas pasadas.
Sin embargo, el análisis comparativo del genoma del perro y la secuencia específica del DNA en la raza muestra ahora que la hipótesis de Little de la dilución del gen (C) para el color de pelo crema y blanco no es determinante ni relevante en los mantos cremas y blancos que se sabe se producen comúnmente en muchas razas de perro. La explicación de 1957 de Little puede ser sustituida por los hallazgos de la investigación genética moderna.

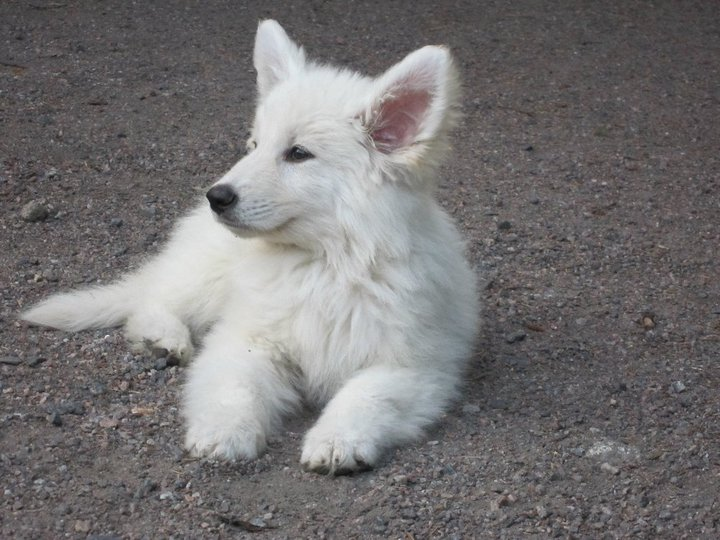
El color blanco de los cachorros de pastor blanco proviene de un gen recesivo simple, del cual ambos padres deben ser portadores para continuar el color.

Las investigaciones han demostrado que un alelo recesivo  e en la extensión E de los genes es, al menos parcialmente responsable, del color crema y blanco en el pelaje. El gen E, ahora identificado como el melanocortin-1 receptor (MC1R) en esos genes, es uno de los dos genes que se sabe codifican a los alelos que son absolutamente fundamentales para la formación de todas las variaciones del color de pelo en los perro pastor. Cuando el alelo recesivo de cada padre en la pareja reproductora se hereda, el genotipo e/e de la descendencia en ciertas razas —como los perros color blanco de raza pastor suizo— hará que las crías siempre tengan el pelaje de color crema o blanco.
Los pastores blancos una vez fueron estigmatizados por la palidez en el color de su pelo y todo porque el alelo recesivo e del gen MC1R locus (E) enmascara la expresión de los alelos en otros locus génicos que realmente vuelven al código más ligero —a menudo denominado como diluido o pálido— en los colores plata, negro y fuego o hígado. Los criadores alemanes en las décadas de 1920 y 1930 malinterpretaron el pelaje de color pálido o blanco como un «indeseable» rasgo genético. Siendo que un perro pastor alemán homocigoto de color fuerte aparareado con un pastor blanco producirán, invariablemente, cachorros de color fuerte porque el alelo e es recesivo. Para poder obtener pastores de color blanco ambos padres deben portar el gen recesivo simple, pero eso se supo hasta épocas recientes gracias a lo que en ciencia genética se denomina como la era del genoma.

### Cuidados
El pelaje es relativamente fácil de cuidar, ya que sólo necesita el cepillado una o dos veces por semana para mantenerse en buen estado. No es necesario bañarlo muy seguido, ya que eso debilita el pelo, y sólo hay que hacerlo cuando los perros están sucios.
Los pastores blancos suelen ser poco activos en interiores, pero necesitan una buena dosis diaria de ejercicios al aire libre para quemar su energía. Requieren de por lo menos dos o tres paseos diarios, además de algún tiempo de juego.

### Cuerpo
Vigoroso, musculoso, de longitud mediana.
- Cruz : Bien saliente.
- Espalda : Horizontal y sólida.
- Lomo : Bien musculoso.
- Grupa : Larga y medianamente ancha ; partiendo del ligamento, se inclina suavemente hacia la raíz de la cola.
- Pecho : No es muy amplio. Bien inclinado hasta el nivel del codo; su altura equivale aproximadamente a la mitad de la altura a la cruz. La caja torácica es ovalada, bien desarrollada en la parte posterior, el antepecho es marcado.
- Vientre y flancos : Amplios y compactos. El margen superior es ligeramente levantado.

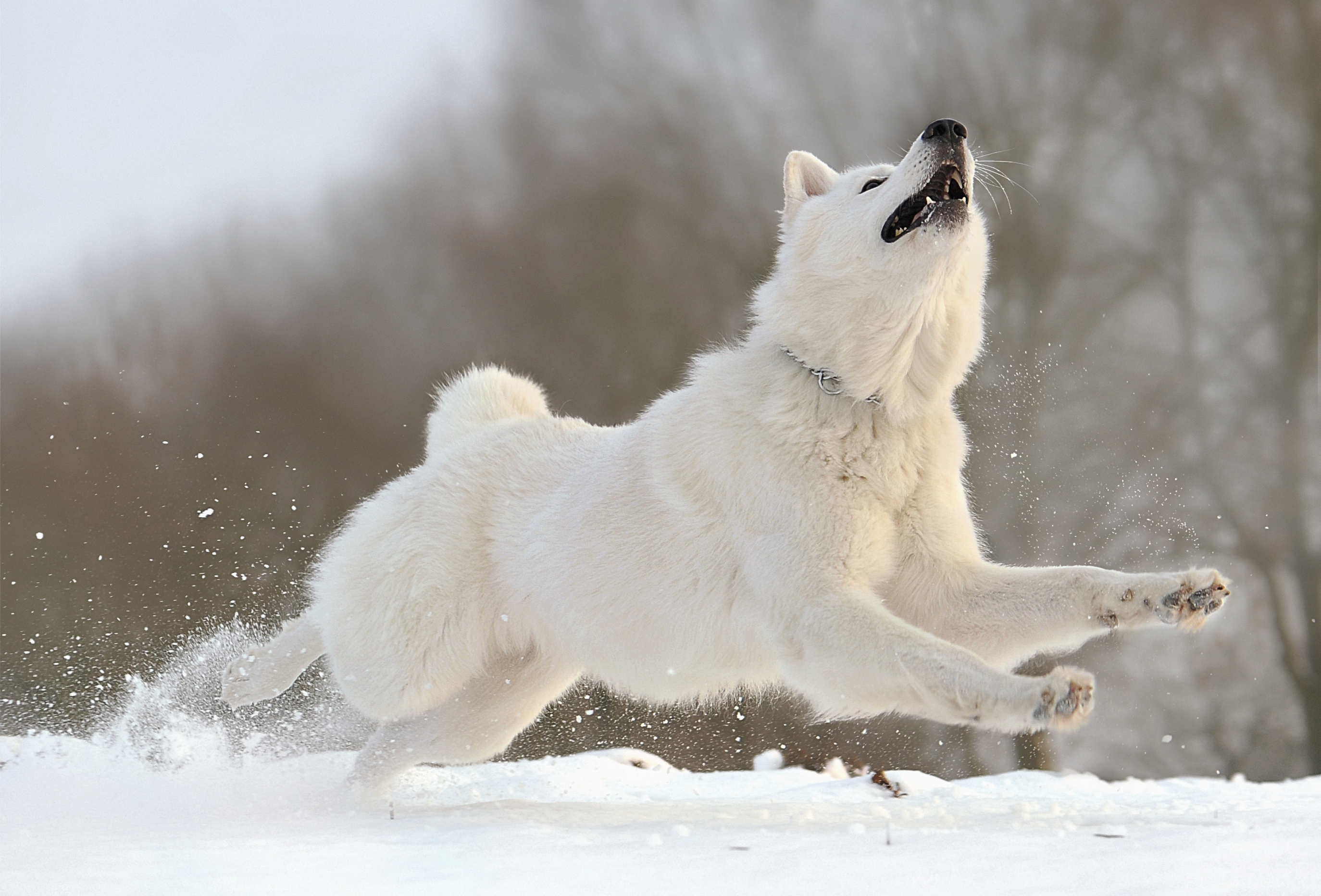
El cuerpo del pastor blanco es de longitud mediana; vigoroso, musculoso y necesita ejercitarse diariamente.

### Miembros delanteros
Vistos de frente, son rectos y moderadamente separados ; vistos de perfil, están bien angulados.
- Hombros : El omoplato es largo, bien oblicuo y forma un ángulo correcto con el brazo. Toda la región del hombro es bien musculosa.
- Brazos : De buena longitud y bien musculosos.
- Codos : Están bien adheridos al cuerpo.
- Antebrazos : Largos, rectos y delgados.
- Metacarpos : Sólidos, poco flexionados.

### Miembros posteriores
Vistos desde atrás, son rectos y paralelos, moderadamente separados. Vistos de perfil, están bien angulados.
- Muslos : De longitud mediana y bien musculosos.
- Patas : De longitud mediana, se presentan oblicuas. Son bien musculosas y de huesos fuertes.
- Corvejón : Sólido, de buena angulación.
- Metatarso : De longitud mediana, recto, delgado.

## Salud
El pastor blanco es, en promedio, más saludable que muchas otras razas de perros, pero debido al hecho de que comparte acervo genético con la raza de pastor alemán, estará sujeto a muchas de las mismas enfermedades congénitas o problemas de salud que padece esa raza de perro.
De acuerdo al Club Australiano del Pastor blanco suizo, las enfermedades más comunes en la raza son: displasia de cadera, displasia de codo, hemofilia, insuficiencia pancreática exocrina, megaesófago. Junto con enfermedades de tipo hereditario como la atrofia progresiva de retina.
De acuerdo con el informe de salud y genética realizado por la Asociación Americana del Pastor Blanco o The American White Shepherd Association (AWSA), y que incluyó a más de 1,000 pastores blancos, entre las enfermedades comunes se encuentran: alergias, dermatitis, torsión gástrica, epilepsia, enfermedades cardíacas y displasia de cadera. Entre las enfermedades menos comunes de la raza se encuentran la enfermedad de Addison, cataratas y osteodistrofia hipertrófica.

## En la cultura popular

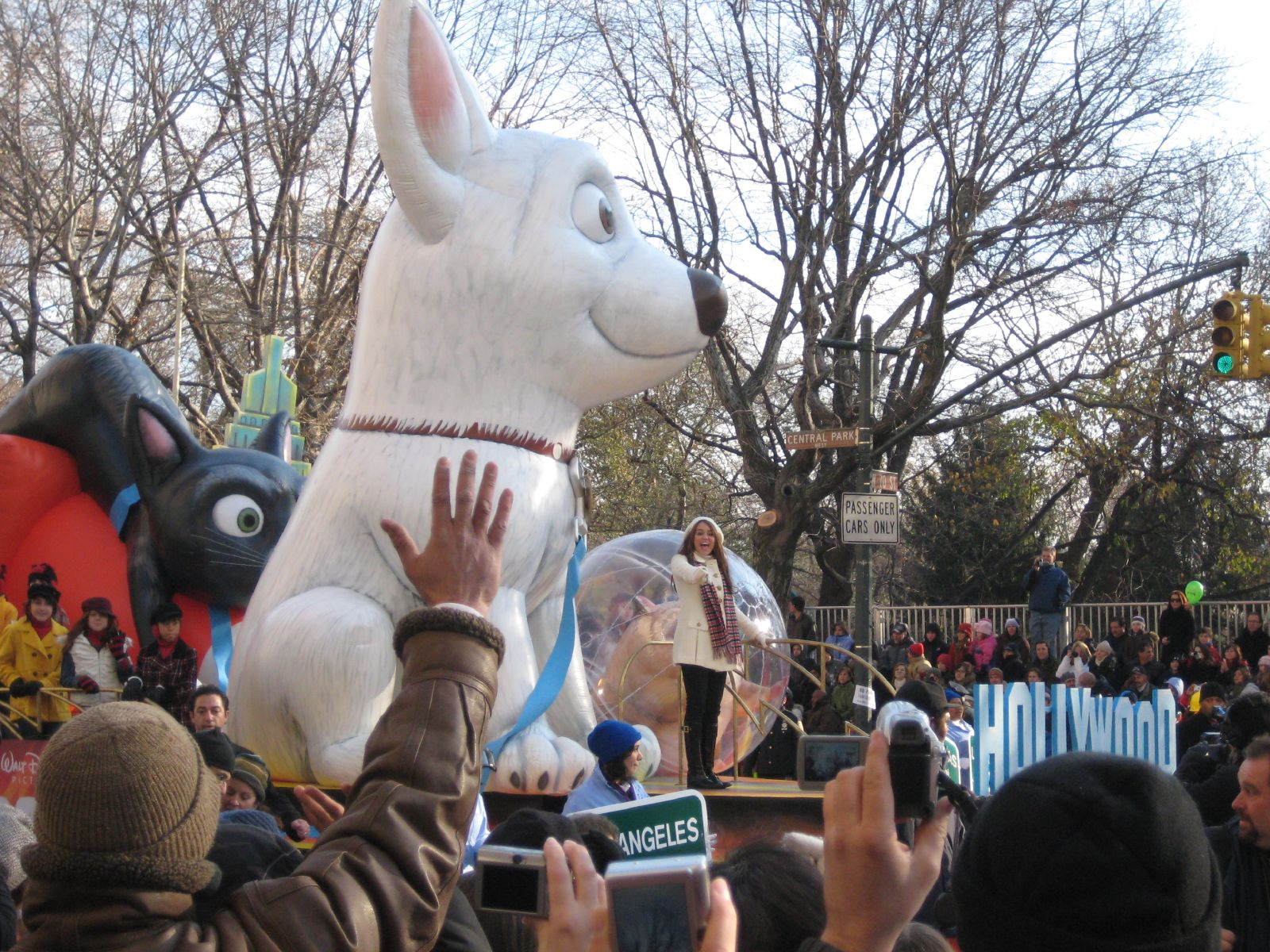
Bolt.

El personaje Bolt (de la película del mismo nombre de Disney) está basado en un pastor blanco suizo, sólo que con algunas modificaciones. Aunque algunos dicen que Bolt es un west highland white terrier, en realidad se basa en el pastor alemán blanco o pastor blanco suizo.